# Chris Conz

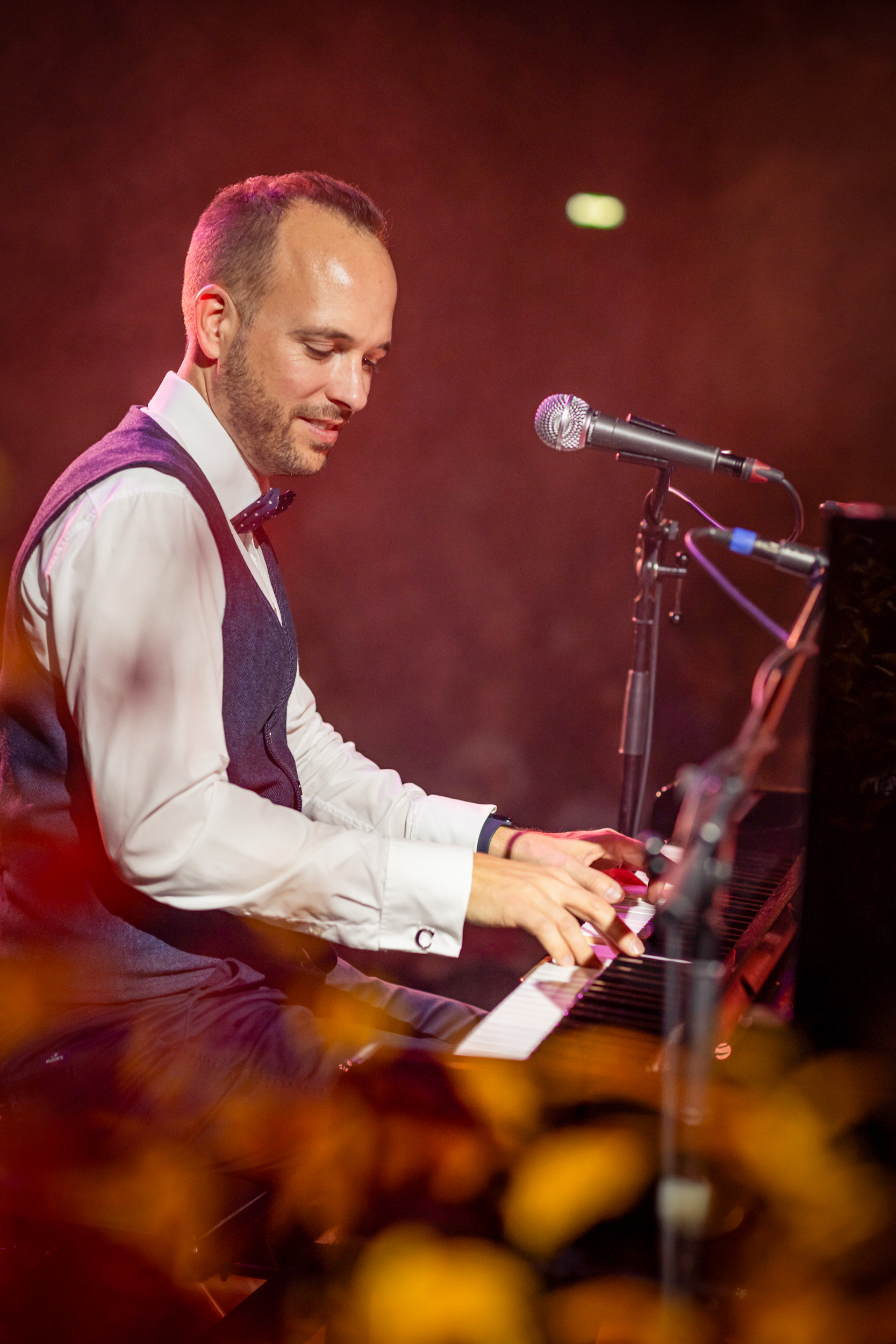
Chris Conz (2023)

Chris Conz, bürgerlich Christian Bruno Conz (* 22. Oktober 1985 in Uster, Schweiz) ist ein Schweizer Boogie-Woogie-, Blues- und Jazz-Pianist.

## Musikalische Laufbahn
Conz widmet sich seit seinem elften Lebensjahr dem Boogie-Woogie, den er durch Hamp Ruosch entdeckt hatte (bei dem er Unterricht nahm). Mit 16 Jahren lernte er bei einem Konzert Silvan Zingg, Organisator des Internationalen Boogie Woogie Festivals Lugano, kennen, der ihn als Überraschungsgast zu dessen Festival einlud. Auftritte bei Boogie-Woogie-Festivals in Europa folgten. Dabei stand er mit Axel Zwingenberger, Vince Weber, Popa Chubby und Nigel Kennedy auf der Bühne.
Heute ist Conz nicht nur als Solopianist, sondern auch mit seinem Duo und Trio unterwegs. Konzertauftritte hatte er in den USA, Spanien, Frankreich, Deutschland, Holland, England, Österreich, Italien, Vereinigten Arabischen Emiraten und der Schweiz.
Als Nachfolger von Dave Ruosch stieg Conz im November 2004 bei der Rock’n’Roll-Gruppe Terry & the Hot Sox Pianist ein. 2009 begleitete er in dieser Band die amerikanische Sängerin Wanda Jackson.
Nach dem Gewinn des Musikpreises Kleiner Prix Walo mit seinem Trio als beste Nachwuchsband der Schweiz 2011 folgten TV-Auftritte unter anderem bei der Sendung Prix Walo, welche von Fernsehsender Star TV ausgestrahlt wurde.
Seit 2011 ist Conz auch als Veranstalter aktiv und organisiert in seiner Heimatstadt jährlich die International Boogie Nights Uster als Boogie-Woogie- und Blues-Festival. Er ist auch auf den Alben Lily Moe & The Barnyard Stompers und Terry & The Hot Sox zu hören.

## Auszeichnungen
- 2017: German-Boogie-Woogie-Award PINETOP[1] in der Kategorie "Pianist des Jahres 2017"
- 2013: Swiss Jazz Award[2]
- 2011: Kleiner Prix Walo in der Sparte Band

## Diskografie
- 2004: La Roquebrou Boogie Festival (Sampler-CD)
- 2006: Chris Conz Duo: Boogie Woogie Breakup (mit Mario Von Holten am Schlagzeug)
- 2011: Chris Conz Trio: Drivin’ the Boogie (mit Nuno Alexandre am Kontrabass und Martin Meyer am Schlagzeug)[3]
- 2012: The Krug Session (Chris Conz, Stefan Ulbricht, Daniel Paterok, Moritz Schlömer und Udo Schräder)
- 2013: It Don’t Mean a Thing (Sampler-CD des Jazz-Festivals JazzAscona)
- 2013: International Boogie Night Uster Vol. 1 (Ricky Nye, Christoph Steinbach, Chris Conz, Silvan Zingg, Gary Scott und Stefan Ulbricht)
- 2016: Chris Conz Trio: Boogie Waves (mit Mario Von Holten am Schlagzeug und Arno Schulz am Kontrabass)
- 2017: The Royal Rhythms: Swingin' & Stompin (mit Sänger Moritz Schlanke, Mario Von Holten am Schlagzeug und Arno Schulz am Kontrabass)
- 2020: Chris Conz Quartet featuring Duke Seidmann (mit Saxophonist und Sänger Duke Seidmann, Martin Meyer am Schlagzeug und Arno Schulz am Kontrabass)
- 2024: Maurice Imhof, Dave Ruosch, Martin Meyer, Chris Konz: Classic Meets Jazz Vol. 3 (mit Mario Von Holten am Schlagzeug)